# Oreophrynella quelchii
Oreophrynella quelchii är en groddjursart som beskrevs av George Albert Boulenger 1895. Oreophrynella quelchii ingår i släktet Oreophrynella och familjen paddor. IUCN kategoriserar arten globalt som sårbar. Inga underarter finns listade i Catalogue of Life.